# Karel Husa
Karel Husa (Praga, 7 agosto 1921 – Apex, 14 dicembre 2016) è stato un compositore e direttore d'orchestra ceco naturalizzato statunitense.
Vincitore del Premio Pulitzer nel 1969 e del Grawemeyer Award nel 1993, si trasferì nel 1954 negli Stati Uniti ottenendo la cittadinanza americana nel 1959.

## Biografia
Iniziò sin da piccolo lo studio del violino e del pianoforte, entrando poi nel Conservatorio di Praga nel 1941 dove studiò composizione con Jaroslav Řídký e direzione d'orchestra con Metod Doležil e Pavel Dědeček. Alla fine della Seconda guerra mondiale fu ammesso all'accademia di Praga, dove studiò sempre con Řídký. Laureatosi nel 1947, decise di continuare i suoi studi a Parigi sotto la guida di Arthur Honegger, Nadia Boulanger e André Cluytens (oltre che Jean Fournet e Eugène Bigot). Finiti i suoi studi di direzione al Conservatoire de Paris incominciò la sua carriera come direttore proprio nella capitale francese, emergendo in breve tempo nella scena musicale parigina, non perdendo mai tuttavia il suo interesse per la composizione.
Il suo primo Quartetto d'archi (1948) portò il compositore all'attenzione della scena internazionale, ricevendo il Lili Boulanger Award nel 1950. Da allora fu molto eseguito anche in altri festival (a Bruxelles e a Salisburgo nel 1950, a Darmstadt nel 1951) e in altre occasioni in tutto il mondo (Paesi Bassi, Francia, Svezia, Regno Unito, Svizzera, Australia, Stati Uniti). Altre sue opere abbastanza conosciute, composte durante il periodo parigino, sono: Divertimento per Orchestra d'archi, Concertino per Pianoforte e Orchestra, Évocations de Slovaquie, Musique d'amateurs, Portrait per Orchestra d'archi, Sinfonia nº1, Sonata per Pianoforte nº1 e Quartetto per archi nº2. Trasferitosi negli Stati Uniti su invito del musicologo Donald Grout, dal 1954 al 1992 fu professore alla Cornell University, continuando comunque la sua carriera di compositore ormai affermato, scrivendo opere quali Music for Prague 1968, (probabilmente la sua composizione più conosciuta) dedicata agli eventi della primavera di Praga. Gli fu assegnato il Premio Pulitzer nel 1969 per il Quartetto d'archi nº3 e il Grawemeyer Award nel 1993 per il Concerto per Violoncello e Orchestra. È ricordato anche per aver diretto la prima europea, nel 1953, de Il mandarino meraviglioso di Béla Bartók.
Abitava a Apex nella Carolina del Nord, e qui si spense nel 2016.

## Opere
sentito.»
(La rivista Musical America; recensione della première del Concerto for Orchestra, 1987.)

### Composizioni per orchestra
- 1948 Divertimento for String Orchestra
  1. Ouverture
  2. Aria
  3. Finale
- 1949 Concertino pro klavír a orchestr opus 10
- 1953 First Symphony
- 1956–1957 Fantasies for Orchestra
  1. Aria
  2. Capriccio
  3. Nocturne
- 1961 Mosaïques for Orchestra
- 1963 Fresque
- 1971 Two Sonnets by Michelangelo
- 1978 An American Te Deum for Chorus and Orchestra
- 1979 Pastoral
- 1983 Reflections - Symphony No. 2
- 1984 Symphonic Suite
- 1986 Concerto for Orchestra
- 1987 Concerto for Organ and Orchestra
- 1987 Concerto for Trumpet and Orchestra
- 1988 Concerto for Violoncello and Orchestra
- 1993 Concerto for Violin and Orchestra
- 1996 Celebration Fanfare
- 1997 Celebración
- 1990 Overture "Youth"
- Concerto for Brass-Quintet and String Orchestra
- Evocations de Slovaquie
- Elegie et Rondeau for Alto Saxophon and Orchestra
- Overture for Large Orchestra opus 3
- Portrait for String Orchestra
- Serenade for Woodwind Quintet with String Orchestra, Xylophone and Harp

### Composizioni per orchestra di fiati
- 1955/1964 Festive Ode for chorus and wind band - Testo: Eric Blackall
- 1958 Divertimento for Brass-Ensemble and Percussion
- 1967 Concerto for Alto Saxophone and Concert Band
- 1968 Music for Prague 1968 for Concert Band
  1. Introduction and Fanfare
  2. Aria
  3. Interlude
  4. Toccata and Chorale
- 1970 Apotheosis of this Earth
  1. Apotheosis
  2. Tragedy of Destruction
  3. Postscript
- 1970–1971 Concerto for Percussion and Wind Ensemble
- 1973 Concerto for Trumpet and Wind Orchestra
- 1973 Al Fresco for Concert Band
- 1974/1995 Divertimento for Symphonic Winds and Percussion
- 1976 An American Te Deum for Chorus and Band Testi: Henry David Thoreau, Ole Edvart Rolvaag, Otokar Březina, attingendo anche da fonti popolari e religiose.
- 1980 Intradas and Interludes for 7 trumpets and percussion
- 1981 Fanfare for ensemble of brass and percussion
- 1982 Concerto for (Large) Wind Ensemble (1982)
- 1984 Concertino for Piano and Wind Ensemble
- 1984 Smetana Fanfare for Wind Ensemble
- 1996 Midwest Celebration (Fanfare) for Three Choirs of Brass and Percussion
- 1997 Les Couleurs Fauves

### Balletti
- 1974 The Steadfast Tin Soldier Ballet, da una favola di Hans Christian Andersen
- 1976 Monodrama Ballet
- 1980 The Trojan Women Ballet

### Composizioni per organo
- 1987 Frammenti

### Composizioni per pianoforte
- 1943 Sonatina opus 1
- 1975 Sonata No. 2
- 1984 Variations for piano quartet

### Musica corale
- 1976 There Are From Time To Time Mornings for baritone voice and mixed chorus a cappella
- 1981 Every Day for mixed chorus a cappella
- 1981 Three Moravian Songs for mixed chorus a cappella
- 2000 Song (Good Night) for a cappella SATB chorus

### Opere varie
- 1945 Suite opus 5, for viola and piano
- 1945 Sonatina opus 6, for violin and piano (o anche per flauto e pianoforte)
- 1956 Twelve Moravian Songs for voice and piano
- 1958 Divertimento for ensemble of brass and percussion
- 1960 Poem for Viola and Chamber Orchestra, Oboe, Horn and Piano
- 1968 String Quartet No. 3
- 1973 Sonata for violin and piano
- 1974 Divertimento for brass quintet, with optional percussion
- 1976 Drum Ceremony for 5 percussion
- 1977 Landscapes for brass quintet
- 1979 Three Dance Sketches for percussion
- 1981 Sonata à tre for clarinet, violin, and piano
- 1982 Recollections for wind quintet and piano
- 1983 Cantata for male chorus and brass quintet - Testi: Edwin A. Robinson, Emily Dickinson, Walt Whitman
- 1990 String Quartet No. 4 ("Poems")
- 1992 Cayuga Lake (Memories)
- 1992 Tubafest Celebration Fanfare for tuba quartet
- 1994 Five Poems for wind quintet (flute, oboe, clarinet, basson, horn)
- 1997 Postcard from Home for alto saxophone and piano
- 2000 Song (Good Night) for a cappella SATB chorus
- Musique d'amateurs für Oboe, Trompete und Streicher